# ザ・ラウデスト・ボイス-アメリカを分断した男-
『ザ・ラウデスト・ボイス-アメリカを分断した男-』（ザラウデストボイス アメリカをぶんだんしたおとこ、The Loudest Voice）は、2019年に放送されたアメリカ合衆国のリミテッド・ドラマシリーズ。FOXニュースの創立者であるロジャー・エイルズの実話を基にしたドラマで、ラッセル・クロウ、セス・マクファーレン、シエナ・ミラー、サイモン・マクバーニーなどが出演。全7話のリミテッド・シリーズで、2019年6月からShowtimeで放送された。日本語版は2020年4月にWOWOWプライムで放送された。
番組は批評家から好意的な評価を受けており、ゴールデングローブ賞にノミネートされた。

## 登場人物

### メイン
ロジャー・エイルズ
演 - ラッセル・クロウ、日本語吹替 - 山路和弘
FOXニュースの創立者。
ブライアン・ルイス
演 - セス・マクファーレン、日本語吹替 - 豊田茂
FOXニュースの広報担当。
ベス・エイルズ
演 - シエナ・ミラー、日本語吹替 - 山口協佳
ロジャーの妻。
ルパート・マードック
演 - サイモン・マクバーニー、日本語吹替 - 伊藤和晃
メディア王。ニューズ・コーポレーションの創立者。
ローリー・ルーン
演 - アナベル・ウォーリス、日本語吹替 - 金香里
ロジャーの愛人。
ジュディ・ラテルザ
演 - アレクサ・パラディノ、日本語吹替 - 村田遥
ロジャーの個人秘書。
グレッチェン・カールソン
演 - ナオミ・ワッツ、日本語吹替 - 藤貴子
FOXニュースのキャスター。

### リカーリング
ビル・シャイン
演 - ジョシュ・チャールズ
FOXニュースの重役。
ジョン・ムーディ
演 - マッケンジー・アスティン
FOXニュースの重役。
ラクラン・マードック
演 - バリー・ワトソン
ルパートの長男で、ニューズ・コーポレーションのCOO。
チェット・コリアー
演 - ガイ・ボイド
FOXニュースの重役。
ケーシー・クロース
演 - ジョシュ・チャールズ
グレッチェンの夫。
ジョー・リンズリー
演 - エモリー・コーエン
ジャーナリスト。

## エピソード
| 通算 話数 | タイトル | 監督                     | 脚本                                            | 放送日        | U.S.視聴者数 (百万人) |
| --------- | -------- | ------------------------ | ----------------------------------------------- | ------------- | --------------------- |
| 1         | "1995"   | カリ・スコグランド       | トム・マッカーシー & ガブリエル・シャーマン     | 2019年6月30日 | 0.299                 |
| 2         | "2001"   | カリ・スコグランド       | アレックス・メトカーフ                          | 2019年7月7日  | 0.356                 |
| 3         | "2008"   | ジェレミー・ポデスワ     | ガブリエル・シャーマン & ジェニファー・ストール | 2019年7月14日 | 0.343                 |
| 4         | "2009"   | ジェレミー・ポデスワ     | ジョン・ハリントン・ブランド                    | 2019年7月21日 | 0.354                 |
| 5         | "2012"   | カリ・スコグランド       | ローラ・イーソン & アレックス・メトカーフ       | 2019年7月28日 | 0.359                 |
| 6         | "2015"   | スティーヴン・フリアーズ | ローラ・イーソン                                | 2019年8月4日  | 0.419                 |
| 7         | "2016"   | スコット・Z・バーンズ    | ガブリエル・シャーマン & ジェニファー・ストール | 2019年8月11日 | 0.477                 |

## 評価

### 批評家によるレビュー
Rotten Tomatoesによれば、批評家の一致した見解は「演技は見事であるし、魅力的なところも多いが、『ザ・ラウデスト・ボイス』の浅はかな解釈はメディアで最も悪名高い人物の一人に対する強力な告発となり得るものを台無しにしている。」であり、65件の評論のうち高く評価しているのは55%にあたる36件で、平均して10点満点中6.41点を得ている。
Metacriticによれば、30件の評論のうち、高評価は16件、賛否混在は11件、低評価は3件で、平均して100点満点中61点を得ている。

### 受賞歴
第77回ゴールデングローブ賞のミニシリーズ・テレビ映画部門の作品賞と主演男優賞の2部門にノミネートされ、ラッセル・クロウが主演男優賞を受賞している。